# Justizvollzugsanstalt Neubrandenburg
Die Justizvollzugsanstalt Neubrandenburg war eine Justizvollzugsanstalt in der Kreisstadt Neubrandenburg in Mecklenburg-Vorpommern (Neustrelitzer Str. 120).

## Geschichte
Bei der JVA Neubrandenburg handelt es sich um eine Mitte der 1980er Jahre erbaute und 1987 als eine Untersuchungshaftanstalt des Ministeriums für Staatssicherheit in Dienst gestellte Anstalt. Während der Wende 1989/90 wurde die Anstalt zunächst geschlossen, schon kurze Zeit später wiedereröffnet, 1991 erneut geschlossen und 1992 wiederum in Betrieb genommen. Von 1992 bis 2001 wurde sie als Untersuchungshaftanstalt für Jugendliche genutzt. Seit 2002 war sie eine Anstalt für den geschlossenen Erwachsenenvollzug.
Zum Jahresende 2018 wurde die JVA Neubrandenburg aufgrund von geringer Auslastung geschlossen. Die verbliebenen Insassen und 90 Mitarbeiter wechseln zu den vier anderen JVA des Landes, Bützow, Rostock-Waldeck, Stralsund und Neustrelitz.

## Belegung
Die Kapazität betrug zuletzt 128 Haftplätze. Die Unterbringung erfolgte in Einzel- und Gemeinschaftshafträumen mit maximal drei Gefangenen.

## Vollstreckungszuständigkeit
Nach dem allgemeinen Vollstreckungsplan des Landes Mecklenburg-Vorpommern war die JVA Neubrandenburg zuständig für erwachsene männliche Verurteilte mit Haftstrafen bis zu drei Jahren im geschlossenen Vollzug sowie für den Vollzug von Untersuchungshaft.

## Sonstiges
Weiterhin war die JVA mit der Organisation und Durchführung der Gefangenentransporte, sogenannte „Verschubung“, zwischen den Anstalten beauftragt.